# Tuberolabium rhopalorrhachis
Tuberolabium rhopalorrhachis är en orkidéart som först beskrevs av Heinrich Gustav Reichenbach, och fick sitt nu gällande namn av Jeffrey James Wood. Tuberolabium rhopalorrhachis ingår i släktet Tuberolabium och familjen orkidéer. Inga underarter finns listade i Catalogue of Life.

## Bildgalleri

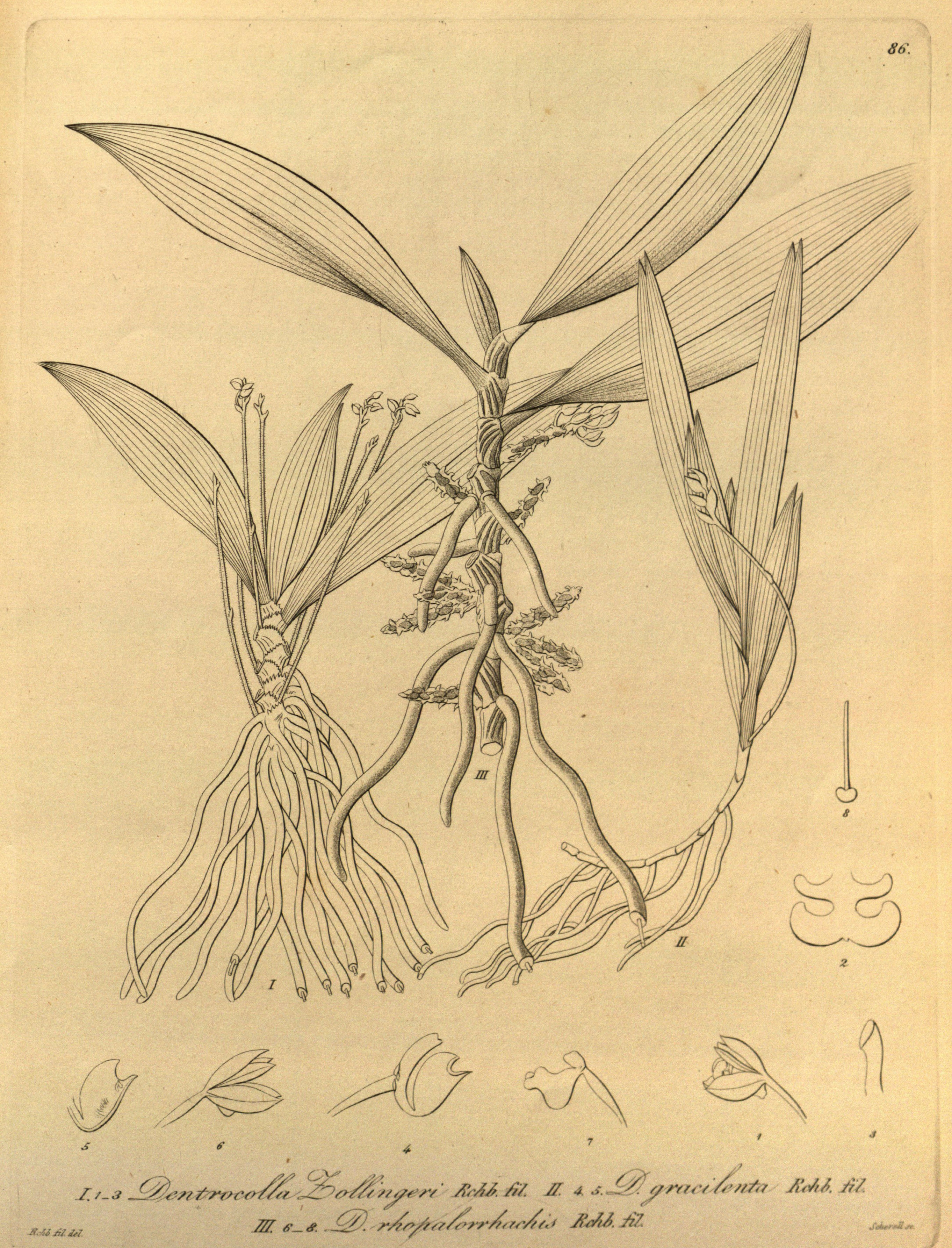